# Liolaemus confusus
Espèce
Liolaemus confusus est une espèce de sauriens de la famille des Liolaemidae.

## Répartition
Cette espèce est endémique du centre du Chili.

## Publication originale
- Nunez & Pincheira-Donoso, 2006 : Liolaemus confusus, a new species of lizard for the coastal range of central Chile (Sauria, Liolaeminae): phenotypic and cytogenetic evidence. Boletin del Museo Nacional de Historia Natural, Santiago de Chile, vol. 77, p. 55-56.